# Colias harfordii
Colias harfordii is een vlindersoort uit de familie van de Pieridae (witjes), onderfamilie Coliadinae.
Colias harfordii werd in 1877 beschreven door H. Edwards.